# Rambler.ru
Rambler este un motor de căutare din Rusia și unul dintre cele mai mari portale web din această țară, care este deținut de Rambler Media Group, care la rândul său a aparținut până în 2006 de Prof-Media.

## Istorie
Rambler a fost online din 1996. În 2005, Rambler Media Group a devenit public. În 2006 a fost cumpărat de Prof-Media.
Pe 18 iulie 2008 s-a anunțat că Google va achiziționa Begun, parte din Rambler Media și una dintre cele mai mari servicii de publicitate contextuală rusească pentru 140 de milioane de dolari. Afacerea a fost blocată de Serviciul Federal Antimonopol al Rusiei.
Principalii concurenți ai Rambler pe piața rusă sunt Yandex și Mail.ru. Începând cu iulie 2013, Rambler s-a clasat pe locul 11 după popularitate printre site-urile rusești.

## Servicii oferite
- Lenta.ru: publicație online din Rusia.
- Doktor.ru: sfaturi medicale și legate de sănătate.
- Mama.ru: sfaturi pentru părinți.
- Ferra.ru: informații despre echipamentul computerizat.

## Informații utile
Rambler este online începând din 1996. In 2005 Rambler Media Group a devenit publică și a fost cumpărată de Prfo-Media în 2006.
Pe data de 18 iulie 2008 a fost anunțat faptul că Google a achiziționat Begun, parte componentă a Rambler Media și unul dintre cele mai mari site-uri de publicitate specializată din Rusia. Această parte componentă a Rambler Media a fost achiziționată inițial în schimbul sumei de 140 milioane de dolari, în scurt timp afacerea a fost, însă, reziliată din cauza intervenției trupelor rusești de antispionaj. Începând cu iulie 2013, Rambler s-a clasat pe locul 11 în popularitate printre site-urile rusești.
În septembrie 2016 s-a raportat că site-ul a fost încălcat în februarie 2012. LeakedSource a primit o scurtă descriere a bazei de date a utilizatorilor în momentul în care a inclus nume de utilizator, parole și conturi ICQ pentru mesageria instantanee pentru peste 98 de milioane de utilizatori. S-a arătat că baza de date Rambler.ru a stocat parole de utilizator în plaintext - ceea ce înseamnă că oricine a încălcat baza de date instantaneu a avut acces la conturile de e-mail ale tuturor utilizatorilor săi.

## Competitori
Principalii competitori ai motorului de căutare Rambler sunt Yandex și Mail.ru.